# Dormitio Virginis (Arnolfo di Cambio)

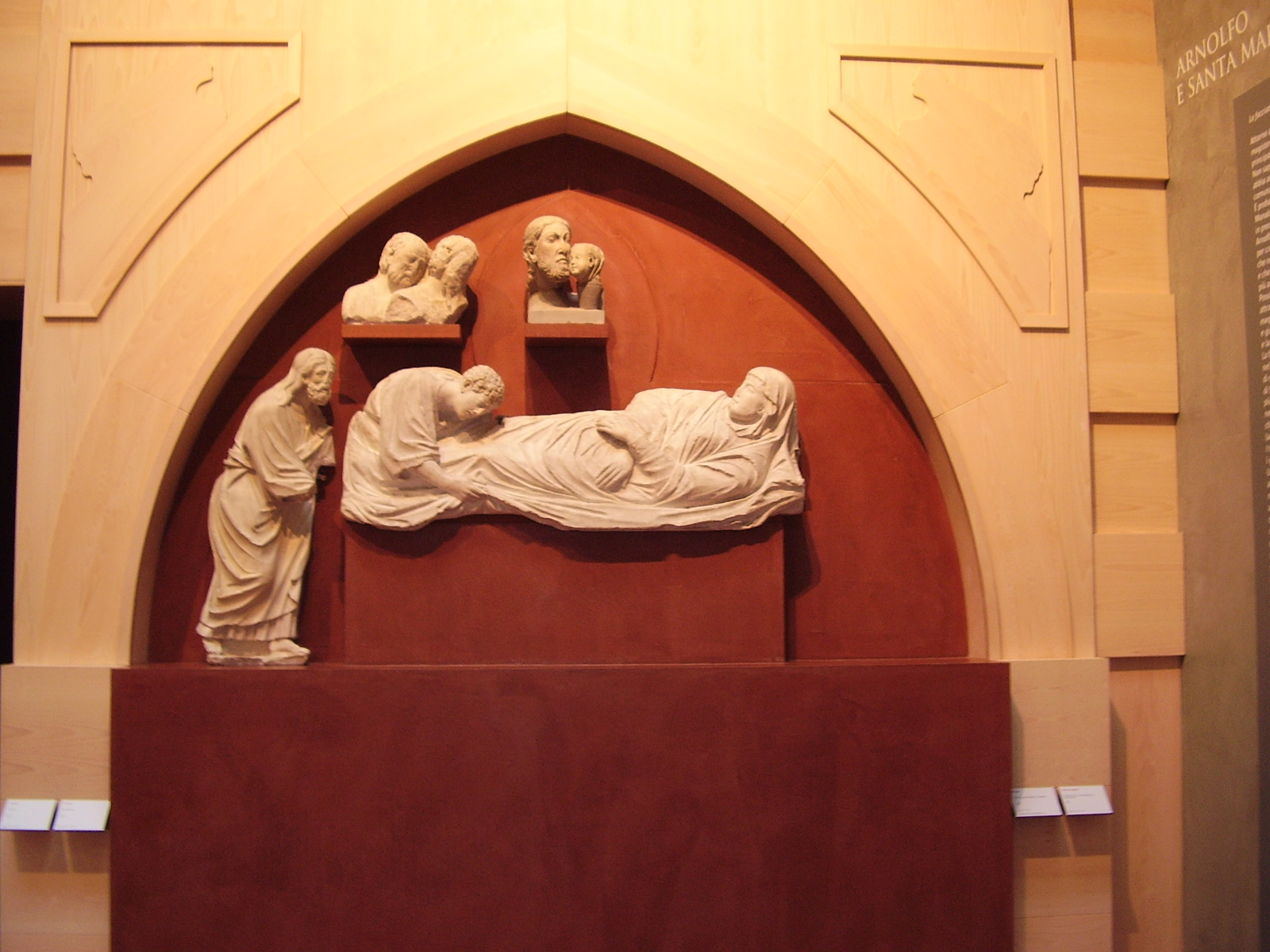
Ricostruzione della lunetta

La Dormitio Virginis è un gruppo scultoreo in marmo (60x177cm) di Arnolfo di Cambio e aiuti, databile all'inizio del XIV secolo, proveniente dall'antica facciata di Santa Maria del Fiore e oggi conservato nel Bode-Museum a Berlino.

## Storia e descrizione
La lunetta del portale destro di Santa Maria del Fiore ospitava la rappresentazione della Dormitio Virginis (morte di Maria), con la Madonna sdraiata e alcune figure e rilievi di contorno. Distesa, a riprendere la posizione della Madonna della Natività sulla lunetta sinistra, Maria tiene gli occhi chiusi e le braccia incrociate nella tipica posizione dei defunti, mentre san Giovanni apostolo si inchina ai suoi piedi abbracciandole le gambe in una drammatica ma composta posizione di compianto. Il gruppo venne rinvenuto da Swarzenski nel 1904 tra le opere in vendita da Stefano Bardini, assieme ad altre sculture come la Madonna della Natività, prendendo poi la via di Berlino, dove venne gravemente danneggiata durante la seconda guerra mondiale. Una descrizione anonima della facciata e un disegno di Bernardino Poccetti prima della demolizione riportano come fosse presente anche una figura di Cristo che teneva l'animula di Maria in braccio e gli apostoli: di queste figure si conoscono due teste frammentarie pure a Berlino, una già all'Opera del Duomo perduta con l'alluvione di Firenze, e una barbuta al Bargello (altezza 40 cm), mentre la testa di Gesù con quella della bambina Maria (di fattura non eccelsa, attribuite alla bottega) sono nel Museo dell'Opera del Duomo a Firenze.
Concepita per essere osservata dal basso, creava una sorta di effetto trompe l'oeil spiccando in volume pur senza presentare uno spessore particolarmente ampio. Soprattutto il san Giovanni ha una forte valenza plastica, col trattamento della testa che ricorda la scultura ellenistica, da mettere in relazione con altre opere già in facciata, come la statua di Bonifacio VIII. In occasione di una mostra del 2005 al Museo dell'Opera venne esposta anche la figura di un apostolo incurvato, da una collezione privata.